# Neues vom Tage

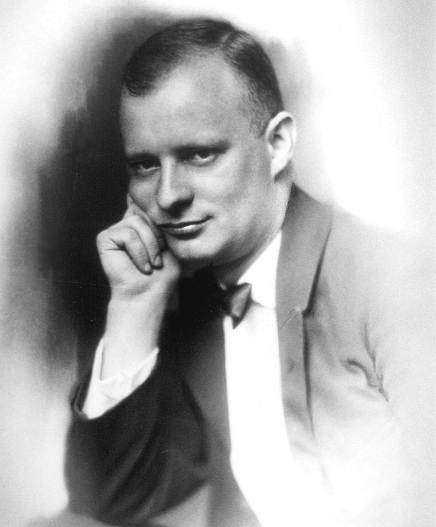
Paul Hindemith

Neues vom Tage (Nyheter för dagen) är en komisk opera (Lustiger Oper) i tre delar av Paul Hindemith med libretto av Marcellus Schiffer. Operan uruppfördes på Krolloper i Berlin den 8 juni 1929 under ledning av Otto Klemperer.

## Historia
Operan är en satir över det moderna livet, kändisskap och äktenskap, dessutom parodier på både Giacomo Puccinis musik and Berlinerkabaré. Verket blev beryktat för en scen med en naken sopran (Laura) sjungande i badet om undret med dagens rörmokeri (i den reviderade versionen bytte Hindemith ut henne mot en tenor (Herman)). Hindemith hämtade texten till sin satiriska vardagskomedi från Marcellus Schiffer, som också hade gjort texten till Hin und zurück och var expert på 1920-talets kabaretrevyer som var så populära i Berlin. Men operapubliken ville inte se kabaret på Krolloperans scen och verket stämplades som osedligt.
Den ökända nakenheten orsakade särskild ilska hos Ernst "Putzi" Hanfstängel, Hitlers musikaliska rådgivare, och citerades senare av nazisterna såsom bevis för att den "degenererade konsten" av "kulturbolsjeviken" Hindemith borde utrotas från Tyskland. Senare blev Neues vom Tage direkt angripen av Joseph Goebbels och förbjöds i nazityskland. Vintern 1953 bearbetade Hindemith operan och lade in ännu mer missnöjda äkta par och grupperade om flera av scenerna till två akter. Denna version hade premiär 7 april 1954 som Novità del giorno på Teatro San Carlo i Neapel under ledning av Hindemith själv. Redan 1955 kom den tredje versionen.

## Personer
- Laura (sopran)
- Eduard, Lauras make (baryton)
- Den vackre herr Hermann (tenor)
- Herr M (tenor)
- Fru M (mezzosopran)
- Baron d'Houdoux (bas)
- Frau Pick, en nyhetsreporter (kontraalt)
- Uli (bas)
- En hotelldirektör (bas)
- En hotellstäderska (sopran)
- En turistguide (bas)
- En restauranghovmästare (tenor)
- En ämbetsman (bas)
- Sex impressarier (2 tenorer, 2 barytoner, 2 basar)

## Handling
Laura och Eduard vill skilj sig och lejer den "sköne herr Hermann" för att kunna uppge en förklaring till skilsmässan. Men Eduard faller ur sin roll och angriper den sköne herren. Det blir skandal. För att betala böterna spelar Eduard och Laura mot betalning upp scener ut sitt äktenskap på bio, cirkus, teater och varieté. Under tiden försonas de, men de måste ändå förbli det som de har blivit och det som de har gjort sig till: ett grälsjukt äkta par, nyheter för dagen.